# 南京国民政府の行政区分
南京国民政府の行政区分では、1927年（民国16年）の南京国民政府の発足から、国共内戦により中華民国政府が台湾に移転した1949年（民国38年）までの中華民国の行政区分を概説する。
それまでの行政区分については南京臨時政府の行政区分ないし北京政府の行政区分を、1940年から1945年までの汪兆銘政権のものについては汪兆銘政権の行政区分を参照のこと。
1955年（民国44年）の大陳島撤退以降、中華民国政府の実効支配地域は台湾地区に限られているが、その範囲から外れる中国大陸部の行政区分は1949年時点のまま名目上廃止されていない。現在の台湾地区におけるものについては台湾の行政区分を参照。

## 概要
1927年（民国16年）、南京にて国民政府（蔣介石政権）が成立すると、孫文の省県二級制に回帰し北京政府時代に設置された道制を廃止し、省、県、区、郷（保甲）等の行政制度が確立した。
この時代には中央政府直轄市、省政府管轄による普通市の設置が推進されると同時に、後に共産党勢力に対する軍事行動の必要性から行政督察区制度が新設され省と県の間の連絡監督業務を管轄し、実質的な三級制へと移行している。
南京国民政府では特別市の設置が推進されると同時に、省級特別区を省に改編する行政整理が進められた。1945年（民国34年）、日本の敗戦に伴い、旧満洲国地区及び台湾を接収、1947年（民国36年）6月には全国35省、12院轄市、57省轄市、209行政督察区、2016県、40設治局、1管理局、1地方を管轄していた。

## 省級行政区画

### 1936年までの沿革

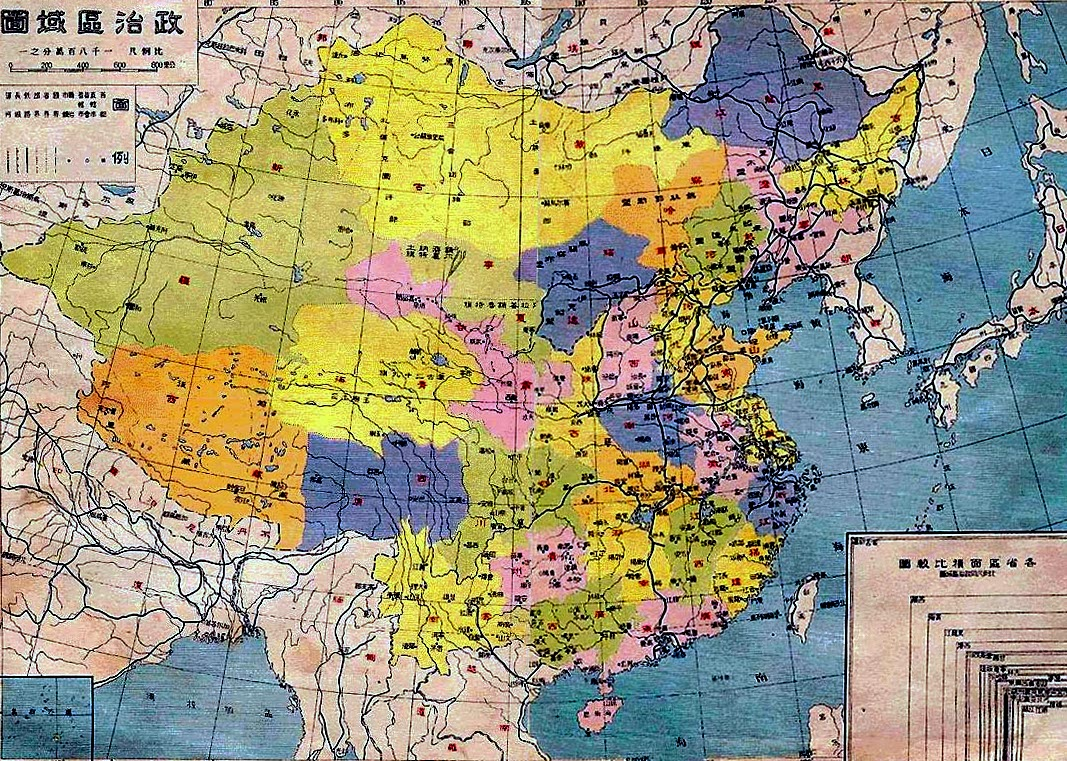
1936年時点の中華民国の行政区画

南京国民政府の成立とともに中華民国の首都は北京から南京に遷都し、これに伴い京兆地方は廃止され直隷省に編入されると同時に河北省と改称された。また熱河、綏遠、察哈爾、川辺の各特別区を改編し、9月17日に熱河省、綏遠省、察哈爾省、青海省を設置、10月22日には甘粛省寧夏道地区に寧夏省が新設されている。1928年（民国17年）12月の東北易幟以降は東三省が南京国民政府の管轄下に入り、1929年（民国18年）1月28日に奉天省は遼寧省と改称され、1931年（民国20年）の満洲事変勃発前には27省、6直轄市、3行政区、2地方を管轄した（表1を参照）。
1924年（民国13年）、外モンゴルでモンゴル人民共和国（モンゴル）が成立したが、南京国民政府は独立を承認せず、引き続き蒙古地方を維持した。また、満洲事変後によって東三省と熱河省も日本軍に占領され、1932年以降は満洲国の地方行政区画が設置されたが、こちらも南京国民政府は分離独立を承認せず、従来の4省を名目上維持し続けた。
| 類別   | 数 | 1931年時点の行政区域（表1） |
| ------ | -- | --- |
| 省     | 27 | 安徽 \| 雲南 \| 河南 \| 河北 \| 甘粛 \| 広西 \| 広東 \| 貴州 \| 吉林 \| 江西 \| 江蘇 \| 黒竜江 \| 湖南 \| 湖北 \| 山西 \| 山東 \| 四川 \| 新疆 \| 綏遠 \| 青海 \| 浙江 \| 陝西 \| 察哈爾 \| 寧夏 \| 熱河 \| 福建 \| 遼寧 |
| 院轄市 | 6  | 南京 \| 上海 \| 青島 \| 漢口 \| 天津 \| 北平 |
| 行政区 | 3  | 威海衛行政区 \| 東省特別行政区 \| 川辺特別行政区 |
| 地方   | 2  | 西蔵地方 \| 蒙古地方 |

### 1937年から1948年までの沿革

1947年時点の中華民国の行政区画、モンゴルとの国境は未確定としている。

1937年（民国26年）、日中戦争が勃発すると首都・南京を日本軍に占領され、国民政府は武漢、ついで重慶に疎開している。戦争期間中、重慶は政治、軍事、経済の中心地となり、1938年に院轄市に昇格している。東省特別行政区は満洲国時代に消滅し各省級行政区画に編入されている。1939年に1月1日川辺特別行政区は西康省と改称された。
1945年（民国34年）、日本の敗戦に伴い満洲国の領域が国民政府の施政下に戻った。これに合わせ、政府は今まで省が抱えていた問題（後述）の解決を目指し、従来の東三省を遼寧省、安東省、遼北省、吉林省、松江省、合江省、黒竜江省、嫩江省、興安省の9省に再編した（東北新省区方案）。
1946年（民国35年）、中ソ友好同盟条約に基づき今まで独立を認めなかったモンゴルの独立を認め、蒙古地方が廃止された。ただし、内政部は1947年（民国36年）発行の『中華民國行政區域簡表』で「その国境については未定」とした。
日本の敗戦に合わせ、国民政府は台湾島と澎湖諸島を接収し、台湾省設置の準備を進めた。1945年（民国34年）8月29日に政府は陳儀を台湾省行政長官に任命、8月31日には『台湾省行政長官公署組織大綱』を策定、10月2日に台北に台湾省行政長官公署が設置され、下部に9市8県を管轄する行政機構が設置された。その後、1947年（民国36年）に二・二八事件が勃発すると、政府は事件を鎮圧する一方で台湾省行政長官公署を廃止し、5月17日に台湾省を正式に発足させた。これにより、中華民国政府が発足した1948年（民国37年）時点で、新政府は35省、12院轄市、1地方を管轄した（表2を参照）。
| 類別   | 数 | 1948年時点の行政区域（表2） |
| ------ | -- | --- |
| 省     | 35 | 安徽 \| 安東 \| 雲南 \| 河南 \| 河北 \| 甘粛 \| 広西 \| 広東 \| 貴州 \| 吉林 \| 興安 \| 合江 \| 江西 \| 江蘇 \| 黒竜江 \| 湖南 \| 湖北 \| 山西 \| 山東 \| 松江 \| 四川 \| 新疆 \| 綏遠 \| 青海 \| 西康 \| 浙江 \| 陝西 \| 台湾 \| 察哈爾 \| 嫩江 \| 寧夏 \| 熱河 \| 福建 \| 遼寧 \| 遼北 |
| 院轄市 | 12 | 南京 \| 上海 \| 青島 \| 漢口 \| 天津 \| 北平 \| 広州 \| 重慶 \| 大連 \| 哈爾濱 \| 瀋陽 \| 西安 |
| 地方   | 1  | 西蔵地方 |

### 省制改革の試み
中華民国では建国当初から省長官が絶大な権力を有し独立王国の様相を呈する傾向があったことから省の細分化が検討されていた。その初見は1913年（民国2年）2月に熊希齢による省制廃止に伴う道県二級化の提案であったが袁世凱の反対により否決されている。また1930年（民国19年）11月に第3回四中全会にて、伍朝枢による『縮小省区案』や胡漢民らによる『改定省行政区原則案』が提出されたがいずれも実施には至っていない。それでも省級行政区画の取り扱いは重要議題として扱われ、1939年（民国28年）8月には国防最高委員会の指示を受け行政院に「省制問題設計委員会」が設置され省制の在り方が討議されていた。
具体的に省制改革に着手をしたのは、日本の敗戦に伴い行政権を回復した旧満洲国地区（東三省）である。満洲国建国以前は遼寧、吉林、黒竜江の3省が設置されていたが、満洲国ではこれらを細分化した省級行政区画を設置していた。それを受け、南京国民政府は満洲国の行政区画を基礎に省再編を行い、同年8月31日に『収復東北各省処理弁法要綱』を発表、満洲地区を9省2院轄市に再編することを決定した（東北新省区方案）。しかしこれらの地区は国共内戦の結果、共産党勢力の実効支配下に置かれており、実際に行政機構が設置されたのは一部地域に限られ、または設置されても短命であった。

### 1949年以降の沿革

1953年から1967年までの中華民国の行政区画

中華民国と中華人民共和国の行政区画の対比

1949年（民国38年）6月5日、それまで広東省の管轄下に置かれていた海南島地区に海南特別行政区が設置され、行政院の直轄区域とされた。この頃の中華民国政府は国共内戦で挽回が不可能なほど劣勢となっており、中央政府も首都の南京から各都市へと移転した上で、最終的には12月7日に台湾へと脱出した。1953年（民国42年）2月24日、立法院が中ソ友好同盟条約を正式に破棄したのに伴い、モンゴル独立の承認が撤回された（モンゴルの扱いについては 中華民国の政治#対蒙関係、蒙古地方を参照）。それを受けて外モンゴルに蒙古地方が再設置され、1953年（民国42年）末時点で中華民国政府が設置する行政区画は全国35省、12院轄市、1特別行政区、2地方とされた（表3を参照）。
1955年（民国44年）の大陳島撤退作戦により、中華民国の実効支配地域は台湾地区（台湾省と福建省の金馬地区）となった。だが、台湾で中華民国政府が万年国会を維持し続けたため、大陸地区（台湾地区以外の地域）の行政区画も政府内で必要とされ続け、政府が公表する行政公告に掲載され続けた。1993年（民国82年）1月末、万年国会が全て解散された。その後も大陸地区の行政区画は政府公告に掲載され続けたが、2006年（民国95年）刊行の「中華民國九十四年年鑑」を最後に、中華民国政府は大陸地区の行政区分に関する公告を発表していない。
| 類別       | 数 | 1953年時点の行政区域（表3） |
| ---------- | -- | --- |
| 省         | 35 | 安徽（合肥県） \| 安東（通化市） \| 雲南（昆明市） \| 河南（開封県） \| 河北（北平市） \| 甘粛（蘭州市） \| 広西（桂林市） \| 広東（広州市） \| 貴州（貴陽市） \| 吉林（吉林市） \| 興安（海拉爾市） \| 合江（佳木斯市） \| 江西（南昌市） \| 江蘇（鎮江県） \| 黒竜江（北安市） \| 湖南（長沙市） \| 湖北（武昌市） \| 山西（太原市） \| 山東（済南市） \| 四川（成都市） \| 松江省（牡丹江市） \| 新疆（迪化市） \| 西康（康定県） \| 綏遠（帰綏市） \| 青海（西寧市） \| 浙江（杭州市） \| 陝西（西安市） \| 台湾 （台北市）\| 察哈爾（張家口市） \| 寧夏（銀川市） \| 熱河（承徳市） \| 嫩江（斉斉哈爾市） \| 福建（福州市） \| 遼寧（瀋陽市） \| 遼北（遼源県） |
| 院轄市     | 12 | 南京 \| 漢口 \| 広州 \| 上海 \| 重慶 \| 瀋陽 \| 西安 \| 青島 \| 天津 \| 哈爾濱 \| 北平 |
| 特別行政区 | 1  | 海南（海口市） |
| 地方       | 2  | 西蔵地方（拉薩市） \| 蒙古地方（庫倫市） |

## 県級行政区画
南京国民政府の県級行政区は県、省轄市、設治局、直轄市の区により構成される。省轄市及び直轄市に関しては「市制」の章を参照のこと。

### 整理と改名
南京国民政府により新設された県は大部分が辺境省に属した。設置の理由としては設置されていた設治局の管轄区域の人口増加によるもの、旧県の管轄区域が広大なため行政効率向上を目指し設置されたもの、土帰流の改編、河川の流路変更など自然条件の変化によるもの、革命政権等を鎮圧した後に設置されたもの、国境地帯の管理強化に伴う設置の6種の理由による設置であった。
改名に関しては県名の用字に起因するものが主要な理由である。四川省の理番県、甘粛省の撫彝県、伏羌県等は少数民族への蔑視感情が含まれているとして改名されている。それ以外の改名は合併による改名、県名が省名や市名と重複するための改名、人物顕彰のための改名などが行われた。

### 県の等級
北京政府時代に県の等級区分は行われていたが、南京国民政府が成立すると各省でまちまちの等級区分を使用する状態が発生していた。1930年（民国19年）7月7日、南京国民政府は『修正県組織法』を制定、広西省が5等級を維持した以外は3等級に区分されることとなり、一等県11、二等県9、三等県16、四等県35、五等県23に区分された。しかし、その後の政治状況の変化に従い等級区分も変化、1949年の段階では6等級による区分が行われた。

### 設治局
設治局制度は清末光緒末年に遡る制度であり、東三省などの辺境地区に県を新設する際に、まず設治委員会が派遣され殖民開拓、治安維持を行い行政区画として成立するに足りると判断された際に県に昇格される制度が採用された。北京政府時代に地方行政機構としての設治局の名称が使用され、その長官を設治委員、経費は県の半額と定められた。
1931年（民国20年）6月2日、南京国民政府は『設治局組織条例』を公布、県設置がなされていない地域に暫定的な行政組織として設治局を設置、一定期間経過の後に県に昇格するものとした。設置は省政府より内務部に申請が提出され、行政院が認可するものとされ、設治局長官としては局長が設置されている。
設置地域は開発が遅れていた東北三省及び西北地区に多く設置され、1935年（民国24年）には29設治局が設置されていた。日中戦争期間中は日本軍の侵攻を受けた国民政府が重慶に疎開するなど、政治が偏西する傾向があったため、陝西、甘粛、寧夏、青海、新疆、綏遠、四川、西康、雲南、貴州の各省に多く設置される傾向があり、南京国民政府期に合計145設治局が設置されていた。

### 管理局
管理局制度は南京国民政府により設置された特殊行政管理制度であり、国民政府時代を通じて北碚管理局のみが設置されている。行政機構としては一等県に設置し、組織と権限は一般の県と同一である」 と規定されている実験的な県であったと言える。
この他にも「管理局」の用字を採用した干山管理局や廬山管理局も設置されたが、これらは旧来の県級行政区の管轄とされるものであった。

## 市制

### 特別市組織法・旧市組織法時代（1927-1930）
1927年（民国16年）5月7日、国民党中央委員会第89次会議で『上海特別市暫行条例』が公布され、上海市を特別市と規定し、南京国民政府に直属するものと規定、上海は中華民国初めての特別直轄市と改編された。続いて同年6月6日、『南京特別市暫行条例』を公布、既に広東国民政府時代に成立していた広州市などを含め市制整備が進められた。
南京国民政府成立当初は上記のように特別市条例を個別に公布することで市制整備が進められていたが、全国的に都市形成が進んでいた状況では個別対応には限界があるため、全国統一の市政府組織のための関連法案の設置を求める声が高まり、1928年5月、国民党中央政治会議代139次会議で国民政府法制局が起草した『市組織法』の討議が始まり、同年6月20日の第145次会議により『特別市組織法』及び『市組織法』が通過、7月3日に公布された。
『特別市組織法』は7章35条により構成され、中華民国首都、人口100万人以上の都市、その他特殊事情を有する都市を国民政府直轄の特別市とし省政府から分離させるものであった。法律の施行により前後して南京、上海、北平、天津、青島、漢口、広州の7特別市が設置されている。
『市組織法』は7章42条により構成され、市政府は独立した県級行政区画とし省政府の管轄とし、設置要件は人口20万人以上とし、中央政府の許可により省政府が設置するものとされ、1928年から1930年までの間に蘇州、杭州、寧波、南昌、安慶、武昌、開封、鄭州、済南、成都、重慶、梧州、瀋陽の各市が設置されている。

### 新市組織法時代（1930年-1945年）
1928年（民国17年）に公布された『特別市組織法』及び『市組織法』は地方自治を推進する論者より、地方自治の精神に欠如し市参議院の権限が極めて小さいと「官製市制」と批判されることとなった。このため国民政府は1930年（民国19年）5月20日に両法の廃止を決定、代わりに15章145条から成る『新市組織法』を公布した。これにより特別市と普通市の区分が撤廃され、行政院直轄の院轄市と省政府管轄の省轄市に区分された。院轄市は中華民国首都、人口100万人以上の都市、その他特殊事情を有する都市と規定され、省会設置都市は省政府管轄として除外規定が設けられている。
1930年（民国19年）5月28日、『新市組織法』に基づき南京、上海、天津、青島、漢口の5特別市より「特別」の用字が廃止され、広州及び北平特別市はそれぞれ広東省と河北省の省会設置都市であったため、各省に移管され省轄市とされ、後に漢口市は湖北省の省会が設置されたために省轄市に改編されている。日中戦争期間中、南京国民政府は武漢、続いて重慶に疎開、それまで四川省省轄市であった重慶市が臨時首都とされ、政治、軍事、経済の中心となったことより1939年（民国28年）5月5日に院轄市に改編され、1940年（民国29年）には陪都と規定されている。
省轄市の設置条件は従前の普通市より変更され、人口30万人以上の都市、人口20万人以上で営業税、土地税等の税収が歳入の過半数を占める都市と定められ、1930年（民国19年）から1943年（民国32年）までの期間内に北平、天津、福州、廈門、汕頭、長沙、昆明、桂林、連雲、貴陽、自貢、西安、衡陽、陝壩、開封の15市が設置されている。
1943年（民国32年）5月、南京国民政府は新に『市組織法』を公布、それまで省会を院轄市から除外する規定を排除し、これにより南京、上海、北平、青島の4市が院轄市とされた以外に、新に天津、広州、広州市が新設された。しかし重慶市以外の院轄市は日本軍の占領下にあり、南京国民政府の行政権は1945年（民国34年）の日本の敗戦まで喪失した状況であった。

### 戦後（1945年-1949年）
1945年（民国34年）8月、日本の敗戦に伴い南京国民政府は日本軍により占領されていた各都市を接収しその行政権を回復させた。これとは別に、満洲国の崩壊に伴い中華民国の施政下に復した満洲（満洲国の行政管轄地域）及び日本から行政権を移管された台湾（台湾省）の都市も接収したことより、戦中に比べ市数は増加している。1947年（民国36年）7月、『市組織法』に修正が加えられ、院轄市の人口基準を緩和し全国に南京、上海、北平、天津、青島、漢口、広州、重慶、西安、大連、瀋陽、哈爾濱の12直轄市が設置された。
台湾および満洲国では日本統治時代に多くの市政府が設置され、それらのほとんどは人口が20万人未満のものであったが、『修正市組織法』により省轄市とされ、1945年（民国34年）以降は旧満洲で太原、唐山、石門、威海衛、湛江、本渓、撫順、徐州、煙台、柳州、南寧、福州、蚌埠、西寧、銀川、帰綏、包頭、迪化、錦州、営口、鞍山、旅順、通化、安東、四平、長春、吉林、延吉、牡丹江、佳木斯、斉斉哈爾、海拉爾の32都市が、台湾で台北、基隆、新竹、台中、彰化、台南、嘉義、高雄、屏東の9市が設置された。

## 中間行政機構

### 準行政区の設置
南京国民政府の前身にあたる広州国民政府が成立後、孫文が『建国大綱』で示した省県二級制を実現すべく道制が廃止されたが、一省で数十から百を越える県を管轄する事態に省政府が十分に県級行政区画を監督できない事態が発生した。これに対し広州国民政府は省と県の間に行政監督を主職務とする中間準行政区の設置が行われ、その後の武漢国民政府、南京国民政府でも同様の機構が整備された。1932年（民国21年）6月26日に内務部長であった黄紹竑の提案書によれば、各省の管轄範囲が広大であり政府指導が十分に行えない現状を考慮し、『建国大綱』の基本原則の下、県級行政区画への監督強化のために設置したと説明されている。この時期に設置された各省の中間準行政機構は下記の通りである。これらの準行政機関は後述する行政督察区制度の施行と共に廃止されている。

#### 広東省
広東省省政府は1925年（民国14年）11月、全省に広州、東江、西江、南路、瓊崖の5行政区域を設置し行政委員制度を施行、各行政区には行政委員公署が設置された。長官を行政委員と称し、広州国民政府が任命した。行政委員の職務は所属各県県長を監督しての地方行政事務の処理、所属各県長の任命・罷免を行うものと定められた。1926年（民国15年）11月10日、広州国民政府は各行政委員の停止を決定している。

#### 広西省
広西省では広東省の行政委員制度を参考に行政督察区制度が施行された。これは全省に区を設置、各区には行政督察署を設置し、長官を行政督察委員と称した。行政督察委員の職責は地方行政機構の監督であったが、これは『建国大綱』の原則に違反し、また当時施行されていた『省政府組織法』の規定に抵触するものであったため国民政府の批准が得られなかった。広西省政府は再度国民政府に対し特に辺境に設置し県政確立を目指す暫定的な機構であると説明、1927年（民国16年）12月に南京国民政府の裁可を経て桂林、田南、柳江、鎮南の4行政督察区が設置された。

#### 江蘇省
1931年（民国20年）末、江蘇省政府は『行政区監督署組織規定』を制定、全省を15区に分割する行政区監督制度を施行した。各行政区は管轄県の県長が兼任する行政区監督1名が設置され、管轄県の首県と定められ、上海、鎮江、松江、武進、呉県、嘉定、南通、江都、塩城、泰県、淮陰、銅山、東海、宿遷が首県と定められた。行政監督の職務は省政府主管官庁の命令による管轄区内の各県への行政指導、管轄区の県長の人事考課、軍警の指揮等であった。

#### 安徽省
1932年（民国21年）4月、呉忠信が安徽省主席に就任すると首席県長制度が実施された。これは全省を10区に区分し、各区に首席県長を設置、首席県長は担当県の県長と兼任するものとした。首席県長の職責は区内の行政及び地方自治を推進するものと定められた。

#### 浙江省
1932年（民国21年）5月31日に公布された『県政督察専員章程』により県政督察専員が実施された。これは全省を12区に分割し、各区には管轄区内の県長より県政督察専員が長官として就任した。その職責は3カ月に1度区内を巡察し把握した状況の省政府に対する報告、各県への行政指導、区内の治安維持、褒賞懲戒対象者の省政府への報告等であった。

#### 雲南省
雲南省はフランス領インドシナ及びイギリス領ビルマと国境を接しており、地方外交事務は重要な行政事務のひとつであった。道制廃止以前、地方外交業務はその重要性と事務量から道尹とは別に道尹同弁が担当し民政事務と分離されていた。道制廃止後の1929年（民国18年）11月、雲南省政府は殖辺弁公署を新設し、外交事務を担当させることとした。殖辺弁公署は省政府の指導の下、国境地帯の各県の国境警備、殖産開拓、国境地帯の交通、経済、教育、衛生管理等をその職責とし、各県の警察機構の指揮権を有し、有事の際には省政府への事後報告で事態に対処する権限を付与されていた。

#### 新疆省
1928年（民国17年）、道制廃止後の新疆では区行政長制度が実施された。新疆省政府は管轄区域が広大であり、省政府よりかなり距離のある地域に対しては中間行政機構が不可欠であること、新疆省はソ連及びイギリス植民地に接している関係から各地に領事館が設置され、各区行政長官が外交特使の名目で各国と外交業務を実施していること、そして司法機構が未整備のため暫定的に県政府に司法権が委ねられており、司法と独立した監督機構が必要であることから中間行政区の暫時存続を国民政府に求めた。国民政府は第181次会議により新疆省の行政区長制度の保留を決定した。新疆省の特殊性から、他省で行政督察区制度が施行された後もこの行政機構は維持され、1943年（民国32年）には行政督察専員が派遣され、行政区は専区と改称されている。新疆省に設置された行政区（専区）は迪化、伊犁、塔城、阿山、焉耆、喀什、阿克蘇、和闐、哈密、莎車の10区である。

### 行政督察区制度
長江下流域及び辺境地区では上記の準中間行政機構が整備された。立法院はこれら準中間行政機構の存在に法的裏づけを与えなかったが、行政事務上の必要から廃止されることなく各省で運営されたため、南京国民政府も現状を承認せざるを得なくなり、共産党との対立の中で、反共政策の実効性のためにも県に対する監督強化が求められ、南京国民政府も省県二級制度の下で新たな準中間行政機構の設置の必要性に迫られた。これを行政督察専員公署と称する。
1932年（民国21年）8月6日、汪兆銘行政院院長及び黄召竑内務部長の連名で『行政督察専員暫行条例』が公布され、行政督察専員制度が正式に発足した。その設置は省政府が省会より遠距離に位置する地方で、特殊事情を有する地区に臨時に行政督専員を設置することができるとし、その職責は法令に違反しない限りにおいて省政府に対し区域内の地方行政事務を補助するものと規定された。専員は管轄区域内の県長より1名が選出され、随時管轄区域内の視察を行うと同時に、各県の地方行政の指導、管轄区域内の県長を召集しての行政会議、官僚の褒賞・懲罰、省政府及び関係官庁への状況報告と定められた。同年10月10日、国民政府は『剿匪区内各省行政督察専員公署組織条例』を公布、蔣介石は中華民国全土に、特殊事情がない地域にも等しく設置する方針を表明、これにより全国で行政督察区の設置が行われ、戦後に行政督察区が初めて設置された察哈爾省を除き1938年（民国27年）までに各省に行政督察区の設置が完了している。
1936年（民国25年）3月25日、行政院は『行政督察専員公署組織暫行条例』を公布（10月15日修正）、各省に行政督察区を設置する法律根拠を明確にし、省政府補助機関または出先機関として規定された。これにより行政督察区は南京国民政府における常設行政機関としての地位を確立することとなった。
日中戦争が勃発すると戦時体制に転換した国民政府は1937年（民国26年）10月15日に行政督察区長が県長を兼任することを禁止、1941年（民国30年）10月には行政督察区は保安司令部と統合され、戦時行政の遂行のために地方政治の行政権限を集約するものとなり1949年（民国38年）の中華民国政府の台湾移転まで継続された。